# 억견
억견(臆見, doxa, 그리스어: δοξα)은 일반적으로는 근거가 박약한 지식을 말한다. 플라톤은 이성에 의한 지식(에피스테메)에 대하여 감각에 의한 지식(독사, doxa)은 개인차도 있고 수준도 낮아 신뢰할 수 없는 지식이라 했다.

## 고대 그리스어
그리스어에서 δοξα 로 동사인 δοκειν 즉, 보여진다, 생각한다, 받아들여진다 의 뜻에서 나온 명사이다. 즉, 일반적인 믿음, 또는 대중의 의견이란 뜻이다.  전통적인 수사학에서는 에피스테메(지식)과 대조된다.  
기원전 3세기와 1세기 사이에는 구약 히브리어의 뜻인 "영광" 에 덧붙혀 더 많은 뜻이 부여되었다.  신약성경에서 종종 등장하는 이용어는 히브리어 성경을 번역할 때 초기 교회에 의해 사용되었다.  또한 그리스 정교회의 예배에서도 사용되어 신의 영광이 참된 예배에 참된 믿음으로 보여진다고 보았다.  이런 의미들이 정통과 이단을 구분하는 말로 쓰여지게 되었다.  

## 철학

### 플라톤
고대 철학자인 플라톤은 독사의 의미를 하나의 신념 즉, 이성과 연관이 없는 하나의 믿음으로 비이성안에 있으며 영혼의 낮은 측면으로 보았다.  

그의 '이데아론'에서 '신념 논리'로 확장시켰다.   

## 같이 보기
- 에피스테메
- 상식
- 교조주의
- 파르메니데스
- 여론
- 복스 포풀리, 복스 데이